# Drvoliki eonijum
Drvoliki eonijum (lat. Aeonium arboreum), vrsta suptropske sukulentne biljke iz porodice tustikovki, domorodna na Kanarskim otocima i Madeiri. Uzgaja se (pod staklom) i u klimatski umjerenim krajevima gdje se kultivirani oblici javljaju s rozetama mesnatih listova u različitim bojama od zelene do gotovo crne.
Vrsta je opisana u Histoire Naturelle des Îles Canaries 3(2,1): 185. 1840., a prvi puta od Linnaeusa kao Sempervivum arboreum.
Postoje 3 podvrste:
- Aeonium arboreum subsp. arboreum
- Aeonium arboreum subsp. holochrysum (H.Y.Liu) Bañares
- Aeonium arboreum subsp. korneliuslemsii (H.Y.Liu) Dobignard

## Sinonimi
- Sempervivum arboreum L. in Sp. Pl.: 464 (1753)

- Aeonium arboreum, Osaka Prefectural Flower Garden, Osaka,Japan
- crna varijanta, Göttingen, Njemačka.
- Aeonium arboreum, botanički vrt Pisa (Orto botanico di Pisa)
- Aeonium arboreum albovariegatum u Monaku.
- Aeonium arboreum 'Atropurpureum'
- Aeonium arboreum 'Luteovariegatum', Newport Beach, Kalifornija
- Aeonium arboreum Sunburst